# Ryan Gage
Ryan Gage (* 17. Januar 1983) ist ein britischer Schauspieler.

## Karriere
Gage ist in London wohnhaft. In Judge Dredd spielte er erstmals eine Nebenrolle in einem Film. Es folgten Auftritte in TV-Serien wie The Bill, Hustle – Unehrlich währt am längsten, Holby City, Doctors und Hollyoaks. An einem größeren Projekt wirkte er erstmals 2009 in dem Film Hamlet mit. 2010 wurde bekannt, dass Gage in Der Hobbit die Rolle des Drogo Beutlin spielen wird. Später wurde bekannt, dass diese Rolle gestrichen wird und Gage eine vom Autorenteam erfundene Person, Alfrid, spielen wird. In dieser Rolle war er in Der Hobbit: Smaugs Einöde und Der Hobbit: Die Schlacht der Fünf Heere zu sehen. In der BBC-Serie Die Musketiere war er in den Jahren 2014 bis 2016 als König Ludwig XIII. zu sehen.

## Filmografie (Auswahl)
- 1993, 1999: The Bill (Fernsehserie, 2 Folgen)
- 1995: Judge Dredd
- 2006: Hustle – Unehrlich währt am längsten (Hustle, Fernsehserie, Folge 3x01)
- 2007: Outlaw – Genug geredet – handeln! (Outlaw)
- 2009: Hamlet (Fernsehfilm)
- 2011: Hollyoaks (Fernsehserie, 2 Folgen)
- 2013: Murder on the Home Front (Fernsehfilm)
- 2013: Der Hobbit: Smaugs Einöde (The Hobbit: The Desolation of Smaug)
- 2014: Der Hobbit: Die Schlacht der Fünf Heere (The Hobbit: The Battle of the Five Armies)
- 2014–2016: Die Musketiere (The Musketeers, Fernsehserie, 28 Folgen)
- 2015: Serial Thriller: Angel of Decay (Serial Thriller, Fernsehserie, 3 Folgen)
- 2016: 100 Streets
- 2017: Stan Lee’s Lucky Man (Fernsehserie, Folge 2x04)
- 2017: Red Dwarf (Fernsehserie, Folge 12x01)
- 2020: Abenteuer eines Mathematikers (Adventures of a Mathematician)
- 2020: Der junge Inspektor Morse (Unge kommissarie Morse, Fernsehserie, 3 Folgen)
- 2022: Father Brown (Fader Brown, Fernsehserie, Folge 9x09)
- 2022: Choose or Die
- 2023: Renegade Nell (Fernsehserie, 2 Folgen)
- 2025: Leonora im Morgenlicht (Leonora in the Morning Light)